# Spotify

Kraje, w których dostępny jest Spotify

Spotify – szwedzki serwis strumieniowy oferujący dostęp do muzyki oraz podcastów na licencji freemium.
Serwis oferuje cyfrowe objęte prawami autorskimi nagrania muzyczne i podcasty, w tym ponad 82 milionów utworów, pochodzących od wytwórni płytowych i firm medialnych. Jest to usługa freemium, która podstawowe funkcje oferuje bezpłatnie, lecz z reklamami i ograniczonymi opcjami personalizacji. Dodatkowe funkcje, takie jak słuchanie offline i słuchanie bez reklam, są oferowane za pośrednictwem płatnych subskrypcji. Użytkownicy mogą wyszukiwać muzykę na podstawie wykonawcy, albumu lub gatunku, a także tworzyć, edytować i udostępniać listy odtwarzania. 
Spotify reprezentuje społecznościowe podejście do słuchania i odkrywania nowej muzyki (listy znajomych, rekomendacje itp.). Wersja bezpłatna zawiera reklamy wyświetlane podczas słuchania muzyki. Nie pozwala na słuchanie muzyki bez połączenia z Internetem oraz słuchanie za pomocą Smart TV. Aplikacja mobilna na smartfon pozwala na odtwarzanie tylko w trybie losowym. Odtwarzacz internetowy na komputerze (dostępny pod adresem open.spotify.com) umożliwia odtwarzanie muzyki w trybie standardowym oraz losowym. Dzięki odtwarzaczowi online uzyskuje się przepływność 128 kb/s dla darmowego konta i 256 kb/s dla konta Premium. W przypadku aplikacji komputerowej uzyskuje się odpowiednio 160 kb/ s i 320 kb/s.
Serwis był notowany w rankingu Alexa globalnie na miejscu: 81 (grudzień 2020), w Stanach Zjednoczonych: 48 (grudzień 2020). W I kwartale 2019 roku ze Spotify korzystało 217 milionów użytkowników, z czego 100 mln opłacało abonament. 3 kwietnia 2018 roku spółka weszła na nowojorską giełdę. Firma obrała nietypową ścieżkę wejścia na giełdę, decydując się na listing bezpośredni.

## Historia

Logo Spotify w latach 2008–2012.

Spotify zostało opracowane w 2006 roku przez zespół firmy Spotify AB w Sztokholmie, w Szwecji. Firma została założona przez Daniela Eka, byłego dyrektora ds. technologii (CTO) Stardolla, oraz Martina Lorentzona, współzałożyciela DoubleTradera. Nazwa firmy, według Daniela Eka, została źle przez niego zrozumiana, kiedy Martin Lorentzon wykrzykiwał swoją propozycję z innego pokoju. Później wymyślili etymologię nazwy jako połączenie angielskich słów „spot” [„znajdź”, „zauważ”] oraz „identify” [„rozpoznaj”, „zidentyfikuj”]. Rozwojem usługi zajmuje się Spotify AB z siedzibą w Sztokholmie. Firma jest spółką zależną od Spotify Ltd. z siedzibą w Londynie, która z kolei jest spółką zależną od Spotify Technology S.A. z siedzibą w Luksemburgu.
W kwietniu 2019 firma miała oddziały w 19 krajach. Spotify w celu wejścia na chiński rynek wymienił się na akcje z firmą Tencent Music Entertainment (7,5% Spotify za 9% TME). Nazwano to strategiczną współpracą.
W 2021 roku założyciel Daniel Ek zapewnił finansowanie na poziomie 100 mln EUR niemieckiej firmie zbrojeniowej Helsing, co spotkało się z falą krytyki artystów.

## Model biznesowy
Spotify działa na zasadzie modelu biznesowego Freemium, w ramach którego podstawowe usługi są dostępne dla użytkowników za darmo, ale dodatkowe funkcje są oferowane za opłatą. W ten sposób Spotify generuje przychody, sprzedając subskrypcje pewnej części użytkowników i przyciągając uwagę reklamodawców do tych słuchaczy, którzy nie dokonali subskrypcji.
W 2013 roku Spotify wprowadziło platformę "Spotify for Artists", która umożliwia artystom związanym z muzyką monetyzację odsłuchań swojej treści. Spotify for Artists twierdzi, że firma nie stosuje stałej stawki za odsłuchania; zamiast tego uwzględniane są czynniki, takie jak kraj użytkownika i stawka wynagrodzenia dla każdego poszczególnego artysty. W 2014 roku właściciele praw autorskich otrzymywali od $0.000029 do $0.0084 za każde odsłuchanie.
Platforma generuje zyski z odsłuchań użytkowników i umożliwia muzykom, producentom, podcasterom i innym twórcom związanym z treściami audiowizualnymi zarabianie na swojej działalności.

## Wersje
| Nazwa                         | Reklamy | Odtwarzanie mobilne | Jakość Audio                                                                            | Pobieranie muzyki | Spotify Connect |
| ----------------------------- | ------- | ------------------- | --------------------------------------------------------------------------------------- | ----------------- | --------------- |
| Free                          | T       | Ograniczone         | Do 160 kbit/s Vorbis lub 128 kbit/s Advanced Audio Coding dla odtwarzacza internetowego | N                 | Ograniczone     |
| Premium, Family, Student, Duo | N       | T                   | Do 320 kbit/s Vorbis lub 256 kbit/s AAC dla odtwarzacza internetowego                   | T                 | T               |

Opłaty za wersje płatne stanowią trzon utrzymania serwisu.

## Uwarunkowania geograficzne
Spotify jest dostępne w 187 krajach; większości państw Europy, obu Ameryk, Oceanii, Australii, Nowej Zelandii oraz na obszarze niektórych państw azjatyckich i afrykańskich.
| Data                 | Państwa | Źródło        |
| -------------------- | --- | ------------- |
| październik 2008     | - Szwecja - Finlandia - Francja - Norwegia - Hiszpania | [ 24 ]        |
| 10 lutego 2009       | - Wielka Brytania | [ 25 ]        |
| 18 maja 2010         | - Holandia | [ 26 ]        |
| 14 lipca 2011        | - Stany Zjednoczone | [ 27 ]        |
| 12 października 2011 | - Dania | [ 28 ]        |
| 15 listopada 2011    | - Austria | [ 29 ]        |
| 16 listopada 2011    | - Belgia - Szwajcaria | [ 29 ]        |
| 13 marca 2012        | - Niemcy | [ 30 ]        |
| 22 maja 2012         | - Australia - Nowa Zelandia | [ 31 ]        |
| 13 listopada 2012    | - Andora - Irlandia - Liechtenstein - Luksemburg - Monako | [ 32 ] [ 33 ] |
| 12 lutego 2013       | - Polska - Portugalia - Włochy | [ 34 ]        |
| 16 kwietnia 2013     | - Estonia - Hongkong - Islandia - Litwa - Łotwa - Malezja - Meksyk - Singapur | [ 35 ]        |
| 24 września 2013     | - Argentyna - Grecja - Tajwan - Turcja | [ 36 ]        |
| 12 grudnia 2013      | - Boliwia - Bułgaria - Chile - Kolumbia - Kostaryka - Cypr - Czechy - Dominikana - Ekwador - Salwador - Gwatemala - Honduras - Malta - Nikaragua - Panama - Paragwaj - Peru - Słowacja - Urugwaj - Węgry | [ 37 ]        |
| 8 kwietnia 2014      | - Filipiny | [ 38 ]        |
| 28 maja 2014         | - Brazylia | [ 39 ]        |
| 30 września 2014     | - Kanada | [ 40 ]        |
| 30 marca 2016        | - Indonezja | [ 41 ]        |
| 29 września 2016     | - Japonia | [ 42 ]        |
| 22 sierpnia 2017     | - Tajlandia | [ 43 ]        |
| 13 marca 2018        | - Izrael - Południowa Afryka - Rumunia - Wietnam | [ 44 ]        |
| 13 listopada 2018    | - Algieria - Arabia Saudyjska - Bahrajn - Egipt - Jordania - Katar - Kuwejt - Liban - Maroko - Oman - Palestyna - Tunezja - Zjednoczone Emiraty Arabskie | [ 45 ]        |
| 26 lutego 2019       | - Indie | [ 46 ]        |
| 14 lipca 2020        | - Albania - Białoruś - Bośnia i Hercegowina - Chorwacja - Czarnogóra - Kazachstan - Kosowo - Macedonia Północna - Mołdawia - Rosja - Serbia - Słowenia - Ukraina | [ 47 ]        |
| 1 lutego 2021        | - Korea Południowa | [ 48 ]        |
| 23 lutego 2021       | - Bangladesz - Ghana - Kenia - Nigeria - Pakistan - Tanzania - Sri Lanka - Uganda | [ 49 ]        |
| 24 lutego 2021       | - Antigua i Barbuda - Armenia - Bahamy - Barbados - Belize - Bhutan - Botswana - Burkina Faso - Curaçao - Dominika - Fidżi - Gambia - Grenada - Gruzja - Gujana - Gwinea Bissau - Haiti - Jamajka - Kiribati - Lesotho - Liberia - Malawi - Malediwy - Mali - Mikronezja - Namibia - Nauru - Niger - Palau - Papua-Nowa Gwinea - Republika Zielonego Przylądka - Saint Kitts i Nevis - Saint Lucia - Saint Vincent i Grenadyny - Samoa - San Marino - Senegal - Seszele - Sierra Leone - Surinam - Timor Wschodni - Tonga - Trynidad i Tobago - Tuvalu - Vanuatu - Wyspy Marshalla - Wyspy Salomona - Wyspy Świętego Tomasza i Książęca | [ 49 ]        |
| 25 lutego 2021       | - Azerbejdżan - Brunei - Burundi - Czad - Eswatini - Gabon - Gwinea - Gwinea Równikowa - Kambodża - Kamerun - Kirgistan - Komory - Laos - Makau - Mauretania - Mongolia - Nepal - Rwanda - Togo - Uzbekistan - Zimbabwe | [ 49 ]        |
| 16 marca 2021        | - Angola - Benin - Dżibuti - Madagaskar - Mauritius - Mozambik - Wybrzeże Kości Słoniowej - Zambia | [ 22 ] [ 50 ] |
| 29 września 2021     | - Anguilla - Aruba - Bonaire - Brytyjskie Wyspy Dziewicze - Gujana Francuska - Gwadelupa - Kajmany - Martynika - Montserrat - Saba - Saint-Barthélemy - Saint-Martin - Sint Eustatius - Sint Maarten - Turks i Caicos | [ 51 ]        |
| 16 listopada 2021    | - Demokratyczna Republika Konga - Irak - Libia - Kongo - Tadżykistan - Wenezuela | [ 52 ]        |
| 22 grudnia 2022      | - Etiopia | [ 53 ]        |